# Dicycla
Dicycla é um gênero de traça pertencente à família Arctiidae.